# 永興 (冉魏)
永興（えいこう）は、五胡十六国時代、冉魏の君主冉閔の治世で使用された元号。
350年閏2月 - 352年4月。

## 西暦・干支との対照表
| 永興 | 元年  | 2年   | 3年   |
| 西暦 | 350年 | 351年 | 352年 |
| 干支 | 庚戌  | 辛亥  | 壬子  |